# فرودگاه پوت-این-بی
 فرودگاه پوت-این-بی (به انگلیسی: Put-in-Bay Airport) یک فرودگاه همگانی است که یک باند فرود آسفالت دارد و طول باند آن ۸۷۵ متر است. این فرودگاه در کشور ایالات متحده آمریکا قرار دارد و در ارتفاع ۱۸۱٫۴ متری از سطح دریا واقع شده است.